# Strzelce Świdnickie
Strzelce Świdnickie – przystanek osobowy, a dawniej stacja kolejowa, w Strzelcach, w Polsce, w województwie dolnośląskim, w powiecie świdnickim, w gminie Marcinowice. Przystanek został otwarty w dniu 15 sierpnia 1898 roku razem z linią kolejową z Sobótki Zachodniej do Świdnicy Przedmieścia. Przystanek został zamknięty 23 czerwca 2000 roku w związku z zamknięciem linii kolejowej nr 285 dla ruchu pasażerskiego.
Po ponownym otwarciu linii przystanek nie został odbudowany, jednak budowa nowego przystanku została ujęta w Rządowym programie budowy lub modernizacji przystanków kolejowych na lata 2021–2025, w związku z czym w lutym 2023 r. PKP PLK S.A. podpisały umowę na przygotowanie dokumentacji i realizację prac przy budowie przystanku do 2024 r.
Przystanek został oddany w czerwcu 2024, gdzie miał być wykorzystany już podczas wakacyjnej zmianie rozkładu jazdy, jednakże Bartłomiej Rodak, rzecznik prasowy Kolei Dolnośląskich poinformował, że przystanek nie znalazł się w wakacyjnej korekcie i najprawdopodobniej będzie uwzględniony dopiero od września.
Przystanek otwarto ponownie jako przystanek na żądanie 1 września 2024 roku wraz z wprowadzeniem jesiennej korekty rozkładu jazdy.